# Heistse Pijl
Heistse Pijl, till och med 1983 kallat Grote Prijs Heist-op-den-Berg, är ett årligt endags cykellopp på landsväg som hålls kring Heist-op-den-Berg i provinsen Antwerpen i Belgien. Första upplagan hölls 1947, men tävlingen lades ner 1984, för att sedan återuppstå 2008 i samband med Heists 1000-årsjubileum. Sedan 2016 ingår loppet i UCI Europe Tour och kategoriseras som 1.1. Profilen är flack och loppets enda "topografiska svårighet" är ett antal passager (2023 sju stycken) av liten kulle kallad Heistse Berg (500 m med 4,2% stigning i genomsnitt), men underlaget är gatsten och när man passerat krönet för sista gången är det bara 1100 meter till mål.

## Segrare
2024  Alexander Kristoff
2023  Olav Kooij
2022  Arnaud De Lie
2021  Pascal Eenkhoorn
2020  Sasha Weemaes
2019  Álvaro Hodeg
2018  Emīls Liepiņš
2017  Jasper De Buyst
2016  Dylan Groenewegen
2015  Sander Armée
2014  Tom Boonen
2013  Tom Boonen
2012  Maxime Vantomme
2011  Björn Leukemans
2010  Aidis Kruopis
2009  Greg Van Avermaet
2008  Geert Omloop
1984-:2007 Ingen tävling
1983  Willem Van Eynde
1982  Marcel Laurens
1981  Daniel Willems
1980  Marcel Laurens
1979  Eddy Verstraeten
1978  Jozef Gysemans
1977  Frans Verbeeck
1976  Marcel Laurens
1975  Roger Swerts
1974  Jos Jacobs
1973  Willy Scheers
1972  Louis Verreydt
1971  Frans Verbeeck
1970  Herman Vanspringel
1969  Rik Van Looy
1968  Victor Van Schil
1967  Paul In 't Ven
1966  Victor Van Schil
1965  Michel Jacquemin
1964  Alfons Hermans
1963  Victor Van Schil
1962  Jean-Baptiste Claes
1961  Louis Troonbeeckx
1960  Willy Vanden Berghen
1959  Leopold Schaeken
1958  André Vlayen
1957  Jan Van Gompel
1956  Emile Severeyns
1955  Jozef Mariën
1954  Willy Vannitsen
1953  Rik Van Looy
1952  René Janssens
1951  Charles Vandormael
1950  Josephus Van Staeyen
1949  Charles Vandormael
1948  Victor Jacobs
1947  Constant Verschuren